# Cassican à collier
Cracticus torquatus
Espèce
Statut de conservation UICN

 LC  : Préoccupation mineure
Le Cassican à collier (Cracticus torquatus) est une espèce d'oiseaux australiens.

## Description
Il mesure 27 cm de long pour un poids de 100 g. La tête est noire, les ailes et le dos gris, le ventre blanc comme le collier de son cou. L'œil est noir, le bec est gris. Mâle et femelle sont semblables mais la femelle est un peu plus petite que le mâle. Il doit son nom anglais d'"oiseau boucher" au fait qu'il accroche sa proie à une branche d'arbre pour la dévorer.

## Distribution et habitat

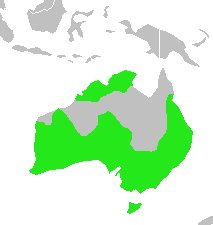
Répartition de l'espèce.

On le trouve dans l'est, le sud et le centre de l'Australie.
Il vit dans les bois y compris en périphérie des villes et se laisse volontiers nourrir par l'homme.

## Alimentation
Il se nourrit d'animaux : (oiseaux attrapés au vol, lézards, insectes), de fruits et de graines.

## Reproduction
La saison des amours va de juillet à janvier. La femelle pond 3 à 5 œufs qu'elle couve seule dans un nid construit à grande hauteur. Les deux parents élèvent les petits.

## Taxinomie
À la suite des études de Kearns et al. (2013 et 2014), le Congrès ornithologique international (classification version 4.3, 2014) divise cette espèce en deux. Les anciennes sous-espèces C. t. argenteus et C. t. colletti sont séparées pour former une nouvelle espèce, le Cassican à dos argent (Cracticus argenteus).

### Sous-espèces
D'après la classification de référence (version 5.2, 2015) du Congrès ornithologique international, cette espèce est constituée des sous-espèces suivantes (ordre phylogénique) :
- Cracticus torquatus leucopterus Gould 1848 ;
- Cracticus torquatus torquatus (Latham) 1802 ;
- Cracticus torquatus cinereus (Gould) 1837.

## Galerie

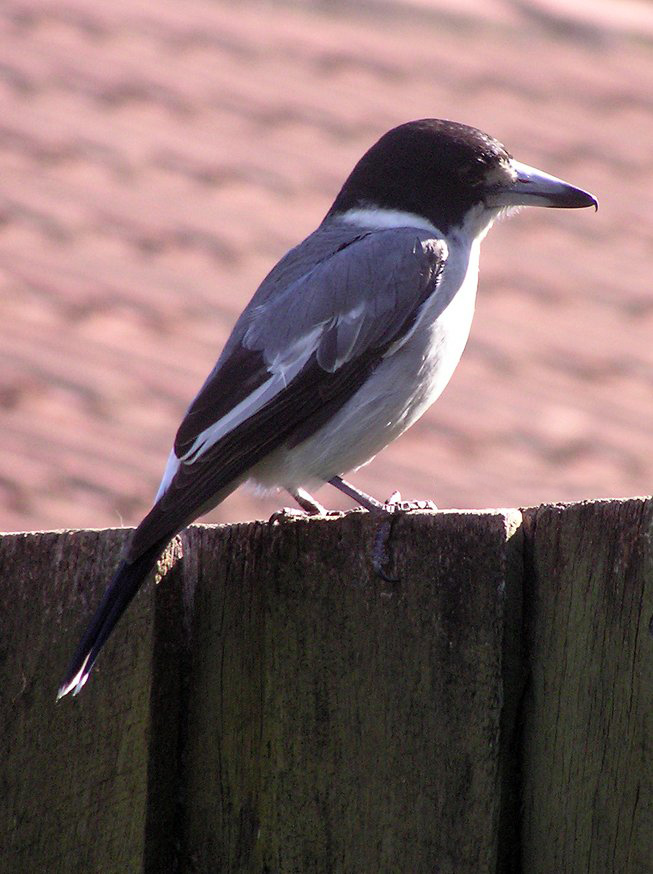
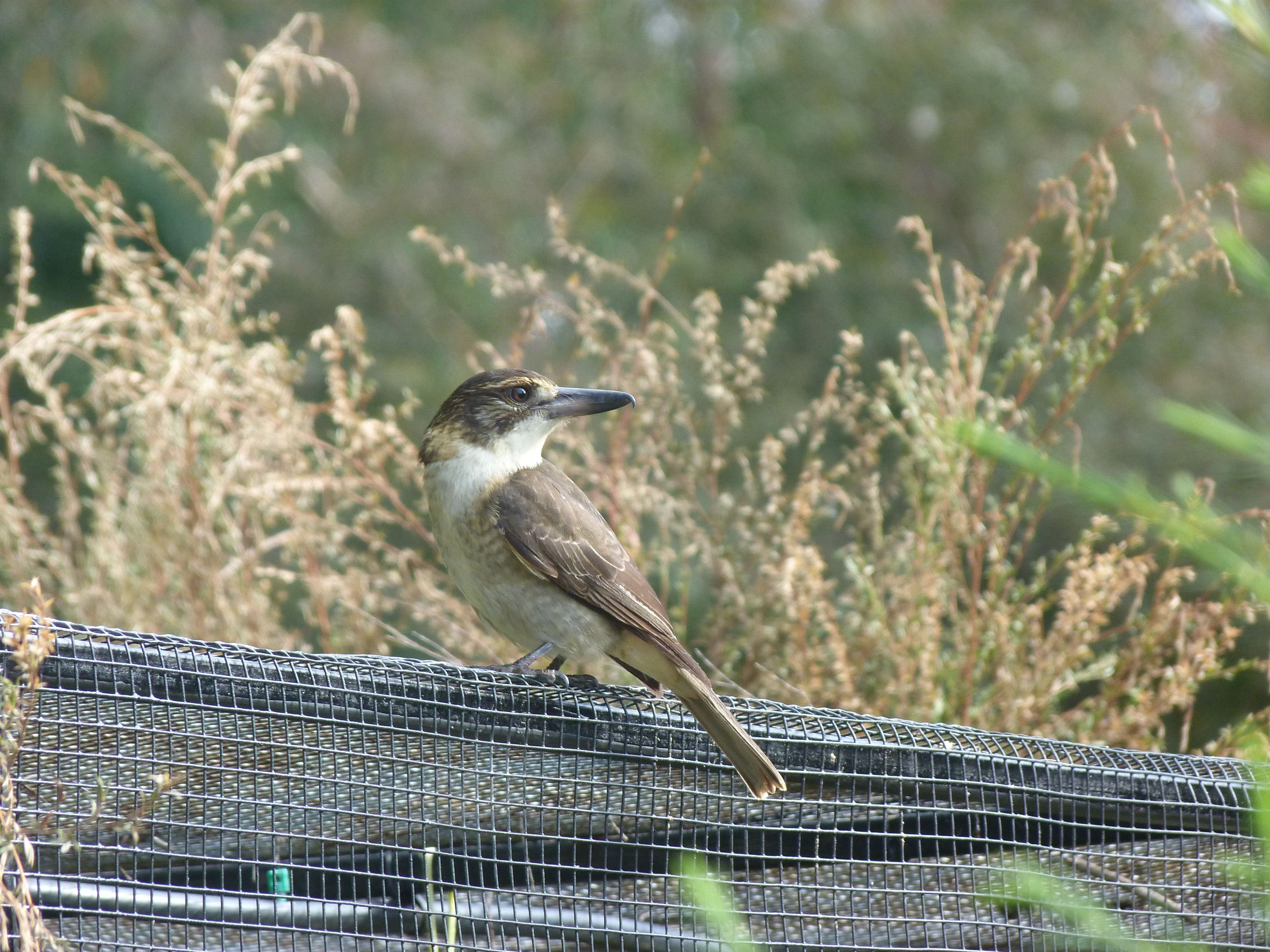